# Cillaeopeplus perkinsi
Cillaeopeplus perkinsi är en skalbaggsart som beskrevs av Sharp 1908. Cillaeopeplus perkinsi ingår i släktet Cillaeopeplus och familjen glansbaggar. Inga underarter finns listade i Catalogue of Life.